# Krzysztof Jasik
Krzysztof Jasik (ur. 8 kwietnia 1982 we Wrocławiu) – polski szachista, mistrz FIDE od 2012 roku.

## Kariera szachowa
Wielokrotnie startował w finałach mistrzostw Polski juniorów w różnych kategoriach wiekowych, zdobywając trzy medale w szachach klasycznych: złoty (Biała Podlaska 1992 – do 10 lat, srebrny (Żagań 1996 – do 14 lat) oraz brązowy (Krynica Morska 1998 – do 16 lat). Zdobył także złote medale w szachach aktywnych (Częstochowa, 2000 - do lat 18), błyskawicznych (Olkusz, 2000 - do lat 18) i w szachach szybkich (Kołobrzeg, 2002 - do lat 20). W 1992 r. w Duisburgu reprezentował Polskę na mistrzostwach świata do 10 lat, natomiast w 1996 r. w Rimavskiej Sobocie – mistrzostwach Europy do 14 lat. W barwach klubu ZPD Jasień zdobył dwa medale drużynowych mistrzostw Polski juniorów: srebrny (Żagań 1996) oraz brązowy (Nadole 1997). W 2013 r. zdobył brązowy medal drużynowych mistrzostw Polski, w barwach klubu "Polonia" Wrocław.
W 2002 r. zwyciężył w rozegranym we Wrocławiu memoriale Adolfa Anderssena. W 2004 r. podzielił II m. (za Bartłomiejem Heberlą, wspólnie z Jerzym Owczarzakiem i Lechem Sopurem) w Polanicy-Zdroju.
Najwyższy ranking w dotychczasowej karierze osiągnął 1 kwietnia 2002 r., z wynikiem 2387 punktów zajmował wówczas 45. miejsce wśród polskich szachistów.